# 꽃미남 브로맨스
꽃미남 브로맨스는 모바일 사용자가 시청할 수 있는, MBig TV에서 방영되는 대한민국의 버라이어티 프로그램이다. 꽃미남 브로맨스는 스타들의 우정을 묘사하며 거리를 두고 파파라치 스타일로 촬영함으로써 캐스트 멤버들이 카메라에 의해 덜 불편함을 겪도록 만들어준다. 네이버 TV캐스트와 유튜브를 통해 매주 화요일 오후 11시에 시청이 가능하다.
2016년 2월 4일 처음 방영되었으며 이때 가수이자 배우 V, 배우 김민재가 참여했다.